# Булахов, Денис Григорьевич
Денис Григорьевич Булахов (бел. Дзяніс Рыгоравіч Булахаў; 6 декабря 1905 года, д. Ольговка, Черлакский район, Омская область — 2 мая 1985 года) — работник советской строительной отрасли, Герой Социалистического Труда(1958 г.).

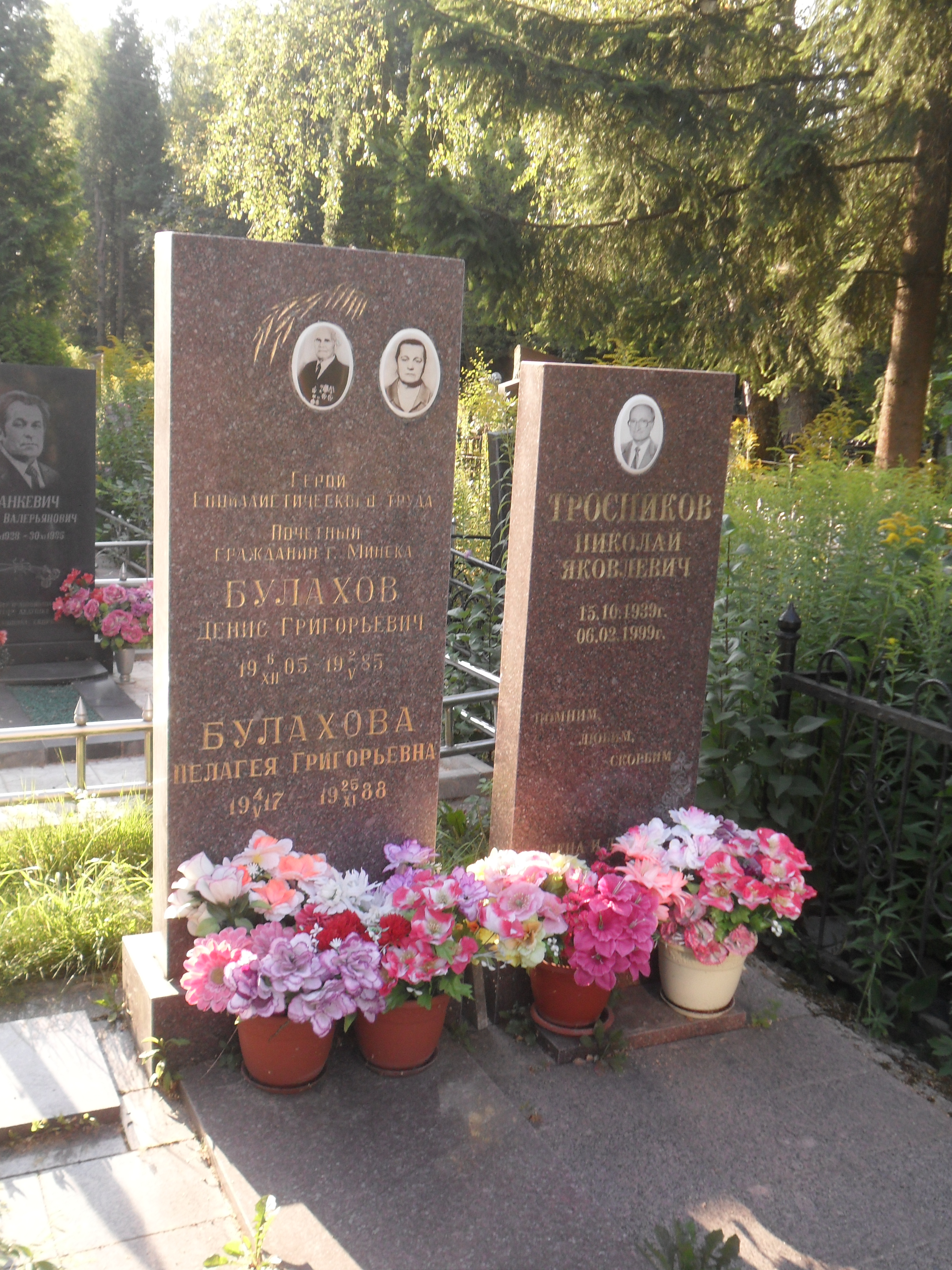
Могила Булахова на Чижовском кладбище Минска.

Участник Великой Отечественной войны. С 1931 года — на строительстве Новокузнецкого металлургического комбината. С 1946 года — бригадир каменщиков, в 1949—1965 годах — бригадир комплексной бригады строителей стройтреста № 4 Главминскстроя.
Звание Героя присвоено за достижение высоких производственных показателей. Почётный гражданин Минска (1967).